# Circuit de Dakar - Baobabs
Circuit de Dakar - Baobabs – tor wyścigowy w mieście Sinndia w Senegalu, otwarty w 2008 roku.
Jest to pierwszy tor ze stałą nawierzchnią w Afryce Zachodniej, który uzyskał homologację FIA. Odbywają się tu głównie lokalne zawody, najbardziej znanym wyścigiem jest The 6 hours of Dakar.